# 13607 Vicars
13607 Vicars là một tiểu hành tinh vành đai chính với chu kỳ quỹ đạo là 1300.5485280 ngày (3.56 năm).
Nó được phát hiện ngày 29 tháng 9 năm 1994.